# Disegno infantile
Il disegno infantile è una rappresentazione simbolica della realtà che porta il bambino a sviluppare la propria conoscenza sul mondo. Si presenta dapprima sotto forma di scarabocchio, quindi in maniera spontanea attraverso l’uso di linee e colori. Questo a partire dal 1º anno di vita fino ai 36 mesi circa.
Per la maggior parte dei bambini il gesto di disegnare è visto come forma di svago e di divertimento, infatti il disegno libero può essere considerato un vero e proprio gioco.
Il disegno ricopre molteplici funzioni: motoria, sensitiva, cognitiva ed emozionale. I bambini sviluppano i propri sensi attraverso la scrittura, ed i colori e prendono coscienza di poter lasciare una “traccia”. Molte volte vengono proiettati su di un foglio sentimenti ed emozioni.
Affinché il materiale grafico possa essere compreso, è opportuno distinguere due diverse fasi: traduzione e interpretazione. La traduzione è un processo che consiste nella decodifica delle immagini attraverso una serie di parametri, che permettono di "tradurre" il disegno in pensieri e parole; l'interpretazione riguarda il significato simbolico del disegno. La traduzione deve sempre precedere l'interpretazione, altrimenti è possibile che alla figura venga attribuito un significato non corrispondente alle intenzioni dell'autore.
A partire dai 3 anni i bambini iniziano a disegnare attraverso l’uso di forme e figure e a rendere sempre più realistico il proprio operato, attraverso varie fasi sino all’adolescenza e poi all’età adulta.

## Sviluppo del disegno infantile

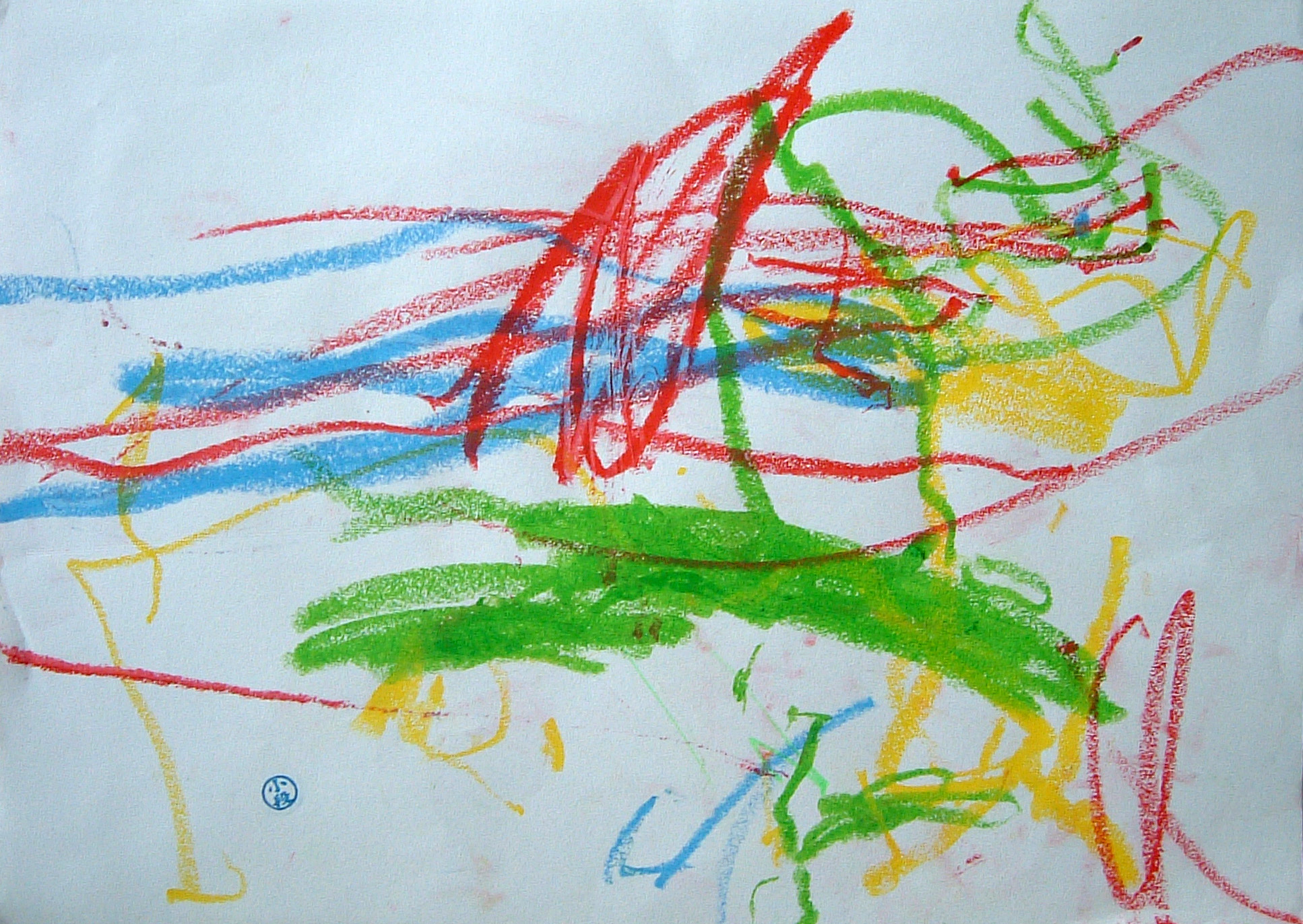
Scarabocchio di un bambino dell'età di 1 anno.

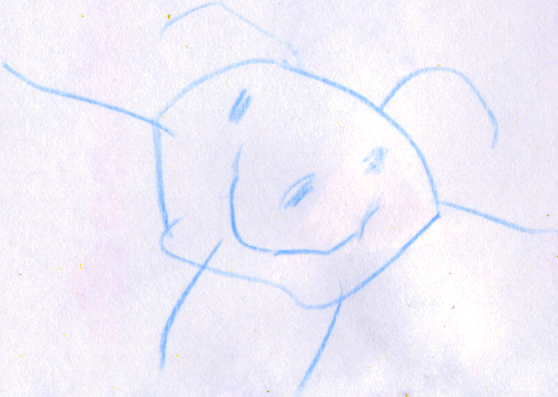
Figura rappresentativa di una persona sorridente disegnata da un bambino di 4 anni e mezzo.

I primi studi sul disegno infantile si devono all’italiano Corrado Ricci, che nel 1887 pubblicò un libro ad esso dedicato, che si intitola “L’arte dei bambini”.
Il processo che avviene per la realizzazione di un disegno che più similmente rappresenti oggetti reali, è lungo e ancora oggi studiato. Inizialmente sulla carta, compariranno i tipici "scarabocchi" che non hanno veri e propri significati, ma sono frutto di un puro e semplice piacere del bambino nel farli. Risulta così un'attività che porta il bambino a sviluppare un controllo motorio e percettivo e ad entrare in contatto con i primi strumenti da "lavoro". Solo successivamente il bambino è in grado di eseguire un disegno che abbia caratteristiche riconoscibili con oggetti reali e che per lo più appartengono al loro quotidiano. Lo sviluppo della capacità grafica è parallelo allo sviluppo cognitivo (coordinazione occhio-mano chiusa). Si possono distinguere alcune fasi dello sviluppo del disegno in relazione alle fasi dello sviluppo psicomotorio.
A partire dai primi anni del Novecento diversi sono gli autori che si sono interessati ed occupati degli studi sul disegno dei bambini e che hanno cercato di individuarne le fasi di sviluppo. Tra questi spicca in maniera particolare Georges-Henri Luquet (1876-1965), uno studioso che già in tempi lontani si occupò del disegno infantile e del suo schema stadiale evolutivo:
- Realismo fortuito, a partire dai 2 anni
- Realismo mancato, tra i 3 e i 5 anni
- Realismo intellettuale, tra i 5 e gli 8 anni
- Realismo visivo, verso gli 8-9 anni

Il realismo fortuito consiste in una rappresentazione della realtà che inizia dopo o durante lo svolgimento del disegno e la somiglianza è casuale o fortuita, ma il bambino la accetta e a volte cerca di migliorarla.
Nel realismo mancato il bambino vuole disegnare in modo realistico e preciso la natura ma va incontro alla maldestrezza grafica che porta il bambino a disegnare cose diverse rispetto a ciò che aveva pensato, porta ad una discontinuità e ad una esauribilità dell'attenzione (il bambino si distrae facilmente). La caratteristica fondamentale di questa fase è l’incapacità di sintesi, ovvero la difficoltà del fanciullo a organizzare, disporre e orientare gli elementi nel disegno, ciò porta ad un’inesattezza delle dimensioni degli oggetti ed alla mancanza di coordinazione fra le varie parti del disegno. Il bambino non ha ancora il controllo dell’attività motoria, si sente dire che il disegno è bello ma si sente chiedere cosa esso rappresenti e ciò porta in esso due emozioni contrastanti.
Nell’età dell’oro del disegno, ossia nel realismo intellettuale il bambino non cattura la realtà come la vede, ma come sa che essa è, si basa sulla sua rappresentazione mentale cercando di unire ciò che sa con ciò che vuole disegnare. In questa fase vi sono due caratteristiche essenziali: “trasparenza” e “mancata prospettiva”. Per quanto riguarda la trasparenza il bambino rappresenta non solo gli elementi concreti che non sono visibili a lui in quel momento e che in generale sono nascosti (come le radici dell'albero) ma anche elementi astratti esistenti solo nella sua mente. Queste due caratteristiche ci mostrano che i fattori visivi non sono l’aspetto più importante nei disegni.
Nel realismo visivo, principalmente basato sui ricordi, egli acquisisce una spazialità proiettivo-euclidea e svanisce la trasparenza. In questa fase il disegno inizia ad avvicinarsi a quello dell’adulto, infatti il bambino disegna la realtà così come la vede, prendendo coscienza dell’esistenza di relazione tra gli elementi del disegno.
Oltre alla teoria di Luquet si ha la teoria di Lowenfeld Berthold (1901/1994) che individua quattro stadi dello sviluppo del disegno infantile:
- Fase dello scarabocchio, da 2-4 anni.
- Fase pre-schematica, da 4- 7 anni.
- Fase schematica, da 7-9 anni.
- Realismo nascente, tra 9-11 anni

Nella prima fase vi sono tracce sul foglio lasciate dal bambino che forniscono le basi per le fasi successive. Essa si divide in due sotto-fasi: lo scarabocchio disordinato, lo scarabocchio controllato.
Lo scarabocchio disordinato si divide in:
- centrifugo in cui il bambino parte dalla base del foglio, che è più vicino a lui, per poi allontanarsi.
- omolaterale in cui lo scarabocchio sarà predisposto sul lato destro del foglio se il bambino impugnerà prevalentemente la matita con la destra e sul lato sinistro se la impugnerà prevalentemente con la sinistra (tra i 12 e i 18 mesi il bambino ancora non ha deciso con quale mano scriverà, non è ancora lateralizzato).

in questa sotto-fase non vi è la coordinazione occhio-mano, prevale la motricità. Si tratta ancora della fase della scoperta in cui la rappresentazione non è intenzionale, i tratti saranno disordinati e non seguiranno alcuna logica.
Nello scarabocchio controllato il disegno inizia ad essere un'auto espressione del bambino, inizia ad esserci la coordinazione motoria e la capacità di disegnare forme circolari, chiuse e staccate tra di loro.
Nella seconda fase vi è un uso arbitrario del colore legato alle emozioni. Si iniziano a disegnare le persone con una grande testa e gli arti molto piccoli (omino testone). In questa fase ciò che spinge i bambini a disegnare sono le esperienze.
Nel terzo stadio vi è la comparsa di schemi grafici ben definiti per ciascun oggetto. I vari schemi grafici sono individuali e cambiano in relazione allo sviluppo intellettuale. Il bambino ora ha una precisa consapevolezza dei suoi rapporti con l'ambiente e crede che il cielo è sempre blu, l'erba sempre verde, i tetti delle case sempre rossi e, ecc. (convenzionalizzazione del colore).
Nel quarto stadio si ha un realismo nascente il bambino crea riformulazioni figurali, realizza lo spazio tridimensionale e inizia a creare sfumature con il colore. Il disegno diventa ragionato e il bambino inizia a sviluppare una criticità nei confronti delle sue raffigurazioni.

## Fattori psicologici principali nel disegno infantile
Gli elementi (da considerare tutti insieme), che più permettono agli adulti di comprendere ciò che viene raffigurato, al fine di rilevare il carattere e i sentimenti dei bambini sono:
- colore;
- tratto/linee;
- pressione;
- disposizione nello spazio.

Tra i 6-7 anni il bambino utilizza il colore come scarica emotiva, solo più tardi e esso sarà utilizzato in modo realistico. La persona che utilizza prevalentemente colori caldi sarà estroverso, fiducioso nelle sue capacità, allegro e socievole, Mentre se usa colori freddi sarà introverso, poco fiducioso, timido e triste.
Se il bambino utilizzerà prevalentemente il rosso, colore ambivalente associato all'amore, alla passione, alla rabbia/aggressività e alle emozioni forti, egli sarà vivace e impetuoso. La persona che preferirà il giallo sarà dinamica, aperta e vivace. Esso è un colore che indica il desiderio di comunicare, di gioire, di apertura al nuovo, di bisogno di novità e che esprime vivacità intellettuale e cognitiva. I bambini che amano il verde sono invece perseveranti. Il verde è il colore della calma, della tranquillità, indica costanza, equilibrio e compostezza. Se il bambino sceglierà il blu egli sarà calmo e tranquillo, infatti è il colore del mare e del cielo che indica riflessione, spiritualità, malinconia e introversione. il viola, unione del rosso e del blu, è il colore della sensibilità, del bambino inserito in un contesto regolante, in cui il bambino vorrebbe esprimere la sua capacità ma è trattenuto dal contesto che chiede lui di calmarsi. Se il bambino utilizza prevalentemente il marrone che indica concretezza, maturità e materialità egli è pratico e concreto. L'arancione, unione tra rosso e giallo (il bambino esprimerà la sua vivacità a volte in modo corporeo, altre volte in modo intellettuale) è il colore positivo della vivacità, della socievolezza, della padronanza di sé. Chi ama questo colore esprime estroversione e apertura nei confronti degli altri. Il rosa simboleggia la femminilità, la gioventù, l'ingenuità ed ha la violenza psicologica di un rosso attenuato. Il bianco è il colore della pulizia, dell'innocenza e della purezza mentre il nero è il colore della notte, del mistero, del lutto, della morte, ma anche della trasgressività, della ribellione, della combattività e del bisogno di uscire dagli schemi. Sia il nero che il grigio utilizzato in eccesso indicano malinconia, difficoltà con l'ambiente e depressione. il nero assorbe tutta la luce e non ritrasmette nessun colore quindi assorbe tutte le emozioni. Il nero però non è solo associato ad eventi negativi ed emozioni spiacevoli, infatti può rappresentare l'espressione della volontà di esprimersi con sicurezza dei bambini. Esso può suscitare preoccupazione quando si associa ad una realizzazione grafica in regressione rispetto disegni precedenti del bambino e quando si associa ad altri sintomi e manifestazioni di un eventuale disagio.
Per quanto riguarda il tratto, se esso è un tratto sicuro rappresenterà la libertà di muoversi, se è tremolante esprime in decisione, paura di esplorare, di non essere apprezzato. Le linee possono presentarsi: spigolose e spezzate, a delineare un atteggiamento aggressivo oppure dolci e arrotondate, che al contrario sembrano descrivere bambini pacati e allegri.
La pressione, invece, se è leggera mette in evidenza una creatura sensibile mentre se è marcata sottolinea l'energia, la vitalità e la necessità di spazi per muoversi. L'impugnatura morbida si associa ad una tensione emotiva normale e produrrà maggiormente linee curve.
Un bambino che vive bene nell'ambiente è un bambino che si muove liberamente in esso ed è voglioso di fare esperienza, così accade anche nello spazio grafico muovendosi in modo sicuro. I bambini più piccoli tendono ad occupare quasi tutto lo spazio del foglio mentre bambini dai 6 anni in su tenderanno ad occupare tre quarti del foglio. Negli anni ‘30 Max Pulver introduce uno schema, il quale prende il nome di simbolismo spaziale che prevede la divisione del foglio in quattro zone: superiore, inferiore, destra e sinistra.
Un'emozione difficile da gestire sia per il bambino che per quello che gli sta vicino è la paura. Egli rappresenta negli scarabocchi le sue paure tramite la pressione marcata, l'occupazione del foglio limitata, ristretta e la forma prevalente “a gomitolo”. Troveremo nei disegni un eccessivo annerimento, figure scure e grandi e parti mancanti.

## Critiche
L'educatore John Caldwell Holt ha definito il disegno dei bambini come una forma di adultismo (ossia pregiudizio e conseguente discriminazione sistematica contro le persone giovani), in quanto invenzione degli adulti.
Una vasta critica riguarda quella sugli studi svolti, in particolare alle teorie stadiali, che sembrano inquadrare l’argomento in maniera troppo rigida. La suddivisione in fasi infatti elimina l’idea di continuità dello sviluppo umano e non tiene conto di sbalzi temporali e/o anomalie.

## Altri impieghi del disegno
Il disegno nell'età infantile, oltre a costituire un'attività ludica, è uno strumento fondamentale per conoscere il mondo nascosto del bambino. Può essere utilizzato come test per misurare l’intelligenza globale (o abilità generali) oppure per valutare nel dettaglio alcune funzioni cognitive (abilità specifiche). Questi test, detti anche "test neuropsicologici”, impiegano disegni su copia e disegni a tema libero, che consistono nel ricopiare figure geometriche prestabilite oppure disegnare delle figure lasciando piena libertà di realizzazione. Si eliminano gli elementi di disturbo e si sceglie adeguatamente il materiale da utilizzare (la gomma da cancellare non sempre è voluta). Devono essere adottati da professionisti del settore e non possono essere considerati come mezzo assoluto e certo per indagare la psiche del soggetto esaminato. È sempre fondamentale integrare i risultati con altri fattori ( o reattivi), come la relazione con il soggetto esaminato, il colloquio clinico, l'osservazione del comportamento, anamnesi ecc…
Tra i principali test impiegati troviamo:
-“Test della figura umana” (TFU), generato daFlorence Goodenough (1926) come rilevatore dello sviluppo mentale (Draw a man) e revisionato in seguito da Dale B. Harris nel 1963. Per i suoi studi Goodenough raccolse i disegni di circa 3600 bambini tra i 4 e i 10 anni; mentre Harris estese lo studio sino all’età adolescenziale, introducendo la rappresentazione di tre diverse figure: uomo, donna e se stessi. Di esso vi sono anche altri sistemi di codifica come: il sistema di codifica Koppitz (Elisabeth Koppitz) e il sistema di codifica di Naglieri (Jack A. Naglieri). Attualmente il più utilizzato è il test Goodenough-Harris che prevede di disegnare in modo completo prima la figura di un uomo e successivamente la figura completa di una donna. Di essi vengono analizzate le caratteristiche presenti, assenti, le modalità di realizzazione e il comportamento che il soggetto assume durante il lavoro. Una tabella, che individua i parametri grafici da utilizzare, consente di misurare il livello di maturità intellettiva del soggetto esaminato. Ad ogni dettaglio del disegno viene assegnato un punteggio; la somma dei punti ottenuti viene trasformata in età mentale e quindi QI. È rivolto ai bambini dai 3 ai 13 anni. Viene oggi utilizzato poiché considerato attendibile (correla con scale Wechsler-Bellevue) e facilmente somministrabile, ma non sufficientemente valido rispetto agli altri tipi di test.
-Il Bender Visual-Motor Gestalt Test, messo a punto da Lauretta Bender nel 1938, tratta un lavoro di copiatura di 9 figure geometriche per soggetti dai 4 anni in su. Anche se ancora in dubbio, permette di rilevare difficoltà di lettura e scrittura. Tra le modifiche di codesto test si situa quella di Koppitz, che aggiunse la rilevazione di fattori emozionali.
-Developmental Test of Visual-Motor Integration (VMI) è realizzato da Keith E. Beery nel 1967, ispirandosi a Piaget. Richiede di copiare delle figure geometriche secondo una difficoltà crescente in soggetti dai 3 ai 18 anni, mettendo in risalto l'integrazione fra abilità visive e quelle motorie. Il test è ritenuto valido, poiché si definisce “culture free”.
-La Figura complessa di Rey, dello psicologo svizzero André Rey (1942), è stato reso un test neuropsicologico a tutti gli effetti da Paul A. Osterrieth. Il test richiede di copiare una figura complessa in un primo momento e poi di realizzarla a memoria, mettendo in evidenza le difficoltà percettive, visuospaziali e quelle riguardanti la memoria. È destinato a soggetti dai 4 anni in poi.
-Visual Retention Test: la prima versione è messa a punto da Benton nel 1946, cui ne seguono delle altre sino alla quinta (1992), oggi in uso. Il BVRT è di tre forme, ognuna composta da dieci disegni, contenenti fino a tre figure. È somministrabile dagli 8 anni e consiste nell’osservazione e riproduzione delle figure.
- Il test della bicicletta invece è ideato da Piaget nel 1927 e impiegato come test neuropsicologico da E.M.Taylor a partire dal 1959 per indagare sui danni cerebrali. Si richiede ai soggetti dai 7 anni in poi di realizzare il disegno di una bicicletta e si indagano il ragionamento e la capacità visuografica.
- Il test dell’orologio: ideato in principio per adulti, viene riadattato per bambini a partire dai 6 anni con il fine di individuare disabilità visive e grafiche. Nella somministrazione si chiede di disegnare un orologio con le lancette posizionate in una delle tre possibili opzioni, che sono le 3:00, le 9:30 o le 10:20.
- Test di pensiero creativo: frutti degli studi di Torrance (1966) è tra i più utilizzati per studiare la creatività dai 5 anni fino all’età adulta. Il test si compone di due parti: forma verbale e forma figurale.
Da questi test ne deriva lo sviluppo e l’impiego dei test proiettivi “carta e matita”, che si diffondono tra gli anni Cinquanta e Sessanta con l’intento di rilevare disturbi psicologici presenti durante la crescita. Sono chiamati proiettivi proprio perché vengono “proiettati” sul foglio emozioni e stati d’animo, molte volte nascosti. È importante specificare che l’uso di questi metodi funge da ausilio, ma non certifica con sicurezza la veridicità del problema.
- Disegno della figura umana: ideato da Machover, è un test proiettivo che prevede l'interpretazione psicodinamica della figura umana, messo a punto per individuare gli aspetti interiori dei bambini e i loro tratti di personalità. Si prende in considerazione il significato simbolico collegato alle diverse parti del corpo, anche se recenti rassegne, basate su studi di meta-analisi, hanno evidenziato come un'interpretazione olistica (d'insieme) abbia una maggiore valenza rispetto ad interpretazioni che danno rilievo a singole parti o dettagli delle figure disegnate. Consiste nell’effettuazione di due disegni: una persona su un foglio ed una persona del sesso opposto su di un altro foglio. La valutazione avviene attraverso indici grafici, tra cui la dimensione delle figure, la prospettiva scelta, le omissioni/trasparenze, la successione e il confronto tra i due disegni. Alla fine del test si osservano appunto tutte le parti del corpo, ossia il modo in cui ognuna di esse è stata rappresentata. Machover ha usato nella sua interpretazione un approccio qualitativo; in seguito, Hoppitz ha suggerito un approccio che fosse più quantitativo, ideando una misura di valutazione con una lista di indicatori emozionali. Il numero totale degli indicatori viene sommato per rappresentare la probabilità della presenza di un qualche disturbo.
- Disegno della famiglia: è uno dei test proiettivi più utilizzati nella pratica clinica, utile a mettere in luce problemi all’interno della famiglia, come la gelosia e la paura. Nel test viene chiesto di disegnare una famiglia, primo ambiente fondamentale per il bambino, che contribuisce allo sviluppo della sua personalità. È importante capire la qualità dei rapporti affettivi con i familiari, il modo in cui il bambino si relaziona ad essi, e come si inserisce nelle dinamiche parentali. Ne esistono varie versioni a partire dagli anni Trenta, ma la più rilevante è quella di Corman (1967), somministrabile dai 5 agli 11 anni, nella quale al bambino viene chiesto di disegnare una famiglia di sua invenzione, non la sua (per rendere la proiezione libera e spontanea). Lo psicologo osserva e presta attenzione a determinati elementi come: l'ordine con cui vengono disegnati personaggi, il tempo di esecuzione totale e il tempo di esecuzione per ogni personaggio. A tal proposito, è interessante notare come spesso venga disegnato per primo il membro della famiglia per cui si prova più ammirazione, che può coincidere con se stessi o con altri. Una volta completata l'esecuzione del disegno si procede con l'inchiesta: vengono fatte al bambino domande del tipo: "Chi è il più buono?" "Chi è il più simpatico?" "Il più felice?". Tutte le domande sono seguite da “perché?”. Una volta completata questa procedura, al fine della valutazione si tiene conto di tre livelli: grafico, formale e contenuti. Trattandosi di un test proiettivo, il livello del contenuto è quello che conta di più. La composizione della nucleo familiare può darci precise informazioni rispetto a come il bambino viva i rapporti tra i diversi membri della famiglia.
- Test dell'albero: la prima versione di questo test proiettivo si deve a Karl Koch nel 1949, è nato come ausilio psicodiagnostico rivelatore dell'evoluzione psichica ed è considerato un valido aiuto per comprendere gli aspetti nascosti della personalità. La scelta dell’albero è data sia dal suo aspetto e dalla sua semplicità, sia perché può essere considerato una metafora proiettiva dell'essere umano: sono infatti entrambi caratterizzati da una gestalt verticale e da una ciclicità nel corso della vita. L’interpretazione si basa principalmente sui segni grafici. L’albero è scomponibile in una porzione superiore e una porzione inferiore. La porzione superiore dell'albero, composta dalla parte superiore del tronco e dalla chioma, esprime le dimensioni intellettuali e spirituali della personalità, ossia l'incisiva affermazione dell'Io. La parte inferiore invece, costituita dal settore inferiore del tronco e dalle radici, è metafora delle componenti più primitive e viscerali della personalità, quelle più pulsionali e vicine alle manifestazioni dell'Es. Più nel dettaglio le componenti strutturali sulle quali porre l'attenzione sono: le radici, il tronco, la chioma e i rami. Ognuna di queste parti contribuisce a far capire quale percezione di sé ha il bambino. Le radici, trattandosi delle basi strutturali dell'albero, esprimono le fondamenta emotive della personalità, ossia le dimensioni più arcaiche, profonde e inconsce della personalità; indicano inoltre l'attaccamento alla vita. Il tronco simboleggia il grado di strutturazione e, quindi, di funzionalità dell'Io; indica inoltre anche l'adattamento all'ambiente. La chioma invece rappresenta l'aspetto sovrastrutture della personalità, ciò che è caduco e mutevole a fronte di ciò che è stabile e permanente (radici, tronco, rami); si cela in questa parte il rapporto profondo e segreto con l'ambiente. Infine, i rami indicano le possibilità che il soggetto ha di agire sul mondo e di determinare su di esso degli effetti.
I due elementi principali da valutare per l'individuazione di problemi psichici sono i rami, e in particolare la loro collocazione rispetto al tronco, e le radici, soprattutto come vengono rappresentate rispetto alla linea del suolo. Per i bambini infatti, è normale disegnare i rami anche nella parte inferiore del tronco perché hanno una visione delle cose diversa da quella degli adulti, ma se questa tendenza si mantiene oltre gli 8 anni, per quanto sopra, può esprimere un sentire e un agire provenienti dalle dimensioni profonde, oscure e indifferenziate dell'animo umano, maggiormente legati agli aspetti pulsionali della personalità che la porzione inferiore del tronco rappresenta. Un ramo singolo alla base del tronco può essere frequente in prepubertà e pubertà ed essere indice dell'esistenza di un residuo di elementi appartenenti a livelli di sviluppo precedenti, quindi una regressione o un ritardo parziale. La rappresentazione delle radici può essere invece indicativa perché può rappresentare forte attaccamento alla vita, ma anche una ricerca di sicurezza, il "voler mettere radici".
- Draw a person in the rain: è stato sviluppato da Abrams e Abrahamn Amchin a partire dal test del disegno della figura umana di Machover (1949) per rendere quest'ultimo più predittivo e per ottenere un'immagine dell'individuo in specifiche condizioni ambientali. La pioggia rappresenta una situazione ambientale stressante e, chiedendo di disegnarla, si sottopone il soggetto di fronte ad un simbolo di stress che permette di accedere alle pieghe più profonde della sua personalità. Questo test proiettivo ha quindi l'obiettivo di indagare la dinamica della personalità dell'individuo e di valutare le risorse di coping e le protezioni che mette in atto in situazioni stressanti. Le dimensioni e la quantità delle gocce di pioggia sono indicative del grado di stress che un individuo prova; le caratteristiche dell'ombrello (o la presenza di un altro eventuale mezzo per proteggersi dalla pioggia) sono rappresentative delle strategie di protezione del soggetto; la posizione della figura umana nel disegno, infine, è esplicativa dell'atteggiamento del disegnatore. 
Può essere somministrato ai bambini, ma anche agli adolescenti e agli adulti, soprattutto durante i colloqui di lavoro.
- Disegno della casa: la casa è simbolo di quotidianità e famiglia, rappresenta perciò il mondo interiore dei bambini, molto spesso si accosta alla figura materna. Il test consiste nel disegnare una casa a propria immaginazione. Importante elemento di studio è la dimensione con cui si rappresenta. Buck analizzò i singoli componenti della casa e riuscì a denotare l’utilità del test nel riscontrare possibili problemi e/o paure, soprattutto a livello sociale. Nella successiva versione del 1948, Buck aggiunge il disegno dell’albero e della persona, prendendo il nome di House-tree-person.
Disegno della Casa, Albero, Persona.
Il test casa-albero-persona è stato sviluppato dal primo psicologo clinico John Buck nel 1948. Basato sul test di intelligenza Draw-A-Man creato da Florence Goodenough nel 1926, era originariamente progettato per valutare l'intelligenza dei bambini. Successivamente Buck aggiornò ulteriormente il test HTP insieme allo psicologo Emanuel Hammer nel 1969. Attualmente il test casa-albero-persona è uno dei test proiettivi più utilizzati per bambini e adulti ed è adatto a tutti gli individui di età compresa tra 3 anni e più. Il test si basa sulla teoria secondo cui, grazie ai disegni, le persone esprimono molti sentimenti, passati e presenti, così come desideri futuri. Il test richiede in media 150 minuti per essere somministrato, son necessari tre fogli dove verranno disegnati separatamente prima la casa, poi l'albero e infine una figura umana. La somministrazione è divisa in due parti: prima parte creativa non verbale in cui il bambino disegna le tre figure e seconda parte verbale con spiegazione dei tre disegni. Il disegno si svolge a mano libera e il soggetto è libero di poter cancellare ripetutamente il disegno, sarà compito del somministratore analizzare attentamente l'atteggiamento con cui viene svolta questa azione. Durante la spiegazione dei tre disegni, l'analista può chiedere ulteriori approfondimenti sulle risposte del soggetto riguardo ai disegni, se non è soddisfatto. L'esperienza ha dimostrato che l'atto di disegnare la Casa, l’Albero, e la persona suscita spesso una forte reazione emotiva al termine dei disegni, è spesso possibile per il soggetto verbalizzare per la prima volta materiale prima soppresso.